# Xabier Arzalluz Antia
Xabier Arzalluz Antia (Azkoitia, Guipúscoa, 24 d'agost de 1932 - Bilbao, 28 de febrer de 2019) fou un advocat i polític basc. Fou diputat a les eleccions generals espanyoles de 1977 i president del Partit Nacionalista Basc entre 1980 i 2004.

## Formació
Nascut en el si d'una família carlina, molt influenciada per l'esperit "jansenista" de la seva mare i, com la resta dels seus germans, va iniciar estudis eclesiàstics i va ser ordenat jesuïta, vocació que va abandonar més tard. Es va llicenciar en Dret i en Filosofia i Lletres a la Universitat de Salamanca. Especialista en Dret polític, va renunciar al seu desig de ser catedràtic per a dedicar-se a la política, i es va afiliar al PNB, compaginant inicialment les activitats polítiques clandestines amb el seu despatx d'advocats. La seva activitat va començar en els temps més difícils per al PNB, l'estructura interna del qual es trobava molt afeblida en aquests moments, juntament amb dirigents històrics del PNB com Juan Ajuriaguerra, van conduir el PNB cap a la transició. Arzalluz va ocupar càrrecs polítics destacats després de l'arribada de la democràcia.

## Diputat
Va ser diputat per Guipúscoa al Congrés dels Diputats durant la Legislatura Constituent d'Espanya (1977-1979), període en el qual va participar en els plens que van resultar decisius per a la construcció d'una Espanya democràtica. S'hi va destacar per la seva oratòria. El PNB, que formava en aquells dies part del grup mixt, va ser exclòs de la ponència que va redactar la constitució, encara que com relata el mateix Arzalluz, eren informats per Miquel Roca i Junyent de les converses que en aquest context es produïen. Si bé va resultar novament elegit com a diputat, va renunciar a l'acta per a dedicar-se completament a la direcció del Partit.

## President del PNB
Va assumir la direcció del PNB, sota la qual, i a conseqüència de l'aprovació de l'Estatut de Guernica el 1979, el partit va formar el Govern Basc. Des de 1980, el PNB presideix el Govern Basc, havent estat penebistes els tres lehendakaris escollits fins a la data, encara que després de l'escissió del PNB el 1986 van perdre les eleccions basques enfront del PSE-PSOE. Centrada la labor del PNB en el ple desenvolupament estatutari, en l'administració de les noves competències autonòmiques i de la seva ampliació, va donar suport en la política espanyola al govern socialista de Felipe González, com al govern popular de José María Aznar. Va donar suport a la seva investidura de 1996 malgrat la vehemència de les seves declaracions. D'aquests acords va reeixir a obtenir importants transferències de competències i una notable millora del Concert Econòmic, que és el qual regula la relació tributària entre els governs central i basc.
Quan Aznar va ser reelegit per majoria absoluta després de les eleccions de l'any 2000, el Partit Popular no havia menester del suport dels partits nacionalistes, pel que es van trencar els acords de col·laboració i es va donar pas a una nova fase en el mandat d'Arzalluz, que es va centrar en la construcció d'una unitat d'acció nacionalista a favor de l'autodeterminació del País Basc. El 2004, en una disputada elecció interna, el va succeir a la presidència del PNB Josu Jon Imaz, considerat de l'ala moderada del partit, enfront de Joseba Egibar, que era el candidat defensat per Arzalluz.